# Резвая, Нина Алексеевна
Ни́на Алексе́евна Ре́звая (26 января 1923, Архангельск — 7 февраля 2015, Гатчина, Ленинградская область) — Герой Социалистического Труда (1968), Заслуженный учитель школы РСФСР (1965), Почётный гражданин Ленинградской области.

## Биография
Нина Алексеевна Резвая родилась 26 января 1923 года в городе Архангельске Архангельского уезда Архангельской губернии, ныне город — административный центр  Архангельской области.
Высшее образование получила в Ленинградском государственном педагогическом институте им. А. И. Герцена. С 1949 по 1986 год работала учителем истории и обществознания в средней школе № 4 г. Гатчина. В 1968 и 1978 годах избиралась делегатом на Всесоюзный съезд учителей, а в 1971 году вошла в состав делегации Ленинградской области на XXIV съезде КПСС.
Член КПРФ.
Нина Алексеевна Резвая умерла 7 февраля 2015 года. Похоронена на Новом кладбище на улице Солодухина в городе Гатчине Гатчинского района Ленинградской области.

## Награды и признание
- Герой Социалистического Труда, 1 июля 1968 года[1]
  - Орден Ленина № 400888
  - Медаль «Серп и Молот» № 12891
- Медаль «За доблестный труд в Великой Отечественной войне 1941—1945 гг.»
- Заслуженный учитель школы РСФСР, 25 февраля 1965 года
- Почётный гражданин Ленинградской области, 2001 год[4][5]
- Почётный знак «За заслуги в развитии ветеранского движения»
- Почётный знак Всесоюзного совета ветеранов
- Почётный знак «Трудовая доблесть России»
- Лауреат приза «Большая медведица» в номинации «Трудовая доблесть» за самоотверженный труд в годы суровых испытаний[1]
- Депутат Володарского районного Совета народных депутатов города Ленинграда
- Депутат Гатчинского городского Совета народных депутатов
- Депутат Ленинградского областного Совета народных депутатов
- Ответственный секретарь Гатчинского городского Совета ветеранов войны, труда, Вооруженных Сил и правоохранительных органов[2]